# Lidová alternativa
Lidová alternativa (italsky Alternativa Popolare, zkratka AP) je italská středopravicová politická strana. Vznikla na podzim 2013, kdy se od Lidu svobody Silvia Berlusconiho odtrhlo křídlo vedené Angelinem Alfanem, které chtělo dále podporovat vládu Enrica Letty. Až do roku 2017 strana nesla název Nová středopravice (Nuovo Centrodestra, NCD).
Zpočátku se jednalo o vlivnou formaci s nemalým zastoupením ve vládě, Poslanecké sněmovně, Senátu i europarlamentu; stranu ale oslabovaly četné rozkoly a v parlamentních volbách 2018 obhájila již jen dva poslanecké mandáty. I její poslední poslanci ji však roku 2019 opustili.

## Historie

Logo Nové středopravice

### Založení
Stranu založili 15. listopadu 2013 přeběhlíci od Berlusconiho Lidu svobody (PdL); jednalo se o silné podporovatele koaliční vlády Enrica Letty. Většinou byli křesťanští demokraté a mnoho z nich pocházelo z italského jihu. Skupinu vedl Angelino Alfano, do té doby druhý muž PdL. Všech pět ministrů PdL, 30 senátorů a 27 poslanců vstoupilo do Nové středopravice hned po jejím založení.
Kromě Alfana (vicepremiéra a ministra vnitra) byli klíčovými postavami NCD například ministr dopravy Maurizio Lupi, ministryně zdravotnictví Beatrice Lorenzin nebo ministr pro ústavní reformy Gaetano Quagliariello.

### Podpora Renziho a aliance s UDC
Poté, co Lettova vláda padla, vstoupila NCD i do nově nastoupivší vlády Mattea Renziho. V novém kabinetu měla strana tři ministry; Alfana na vnitru, Lupiho na dopravě a Lorenzinovou na zdravotnictví.
Pro volby do Evropského parlamentu 2014 Nová středopravice vytvořila společnou kandidátku s lidoveckou Unií středu (UDC). Koalice získala 4.4% hlasů a tři mandáty; dva připadly NCD, jeden UDC.
V prosinci 2014 Nová středopravice a Unie středu utvořily společné kluby v Poslanecké sněmovně i v Senátu republiky. Obě strany zároveň vstoupily do společné celostátní aliance, nazvané Lidová oblast (Area Popolare).

### Vnitřní rozpory
Po Alfanově rozhodnutí podpořit Sergia Matarellu ve volbě prezidenta roku 2015 strana čelila roztržkám. Strana přišla o jednoho poslance, senátora i europoslance; posléze navíc i o jednoho ministra. Maurizio Lupi byl totiž vyšetřováním korupce přinucen rezignovat z postu ministra dopravy.
V říjnu přišla další rána, když čelná postava Nové středopravice Gaetano Quagliariello ohlásil, že stranu opustí, pokud bude dále podporovat Mattea Renziho. V následujících týdnech Quagliariello z NCD skutečně vystoupil a společně se dvěma poslanci a třemi dalšími senátory založil konzervativní stranu Identita a akce.
V únoru 2016 strana získala zpět třetí kabinetní post, když byl Enrico Costa jmenován ministrem pro regionální záležitosti a autonomie. Krátce poté Beatrice Lorenzinová oznámila, že se strana přejmenuje, vynechajíc ze svého názvu slovo „pravice“.
Po neuspokojivém výsledku v komunálních volbách v roce 2016 začalo více zástupců Nové středopravice zvažovat opuštění strany. V červenci z NCD vystoupil její dosavadní lídr v Senátu a společně s dalším senátorem se vrátil k Berlusconiho straně Forza Italia (FI).
Kolem konstitučního referenda roku 2016 se začaly rozcházet názory s Unií středu, která následně společnou alianci s NCD opustila. Malá skupina kolem někdejšího lídra UDC Piera Ferdinanda Casiniho nicméně v Lidové oblasti zůstala. Porážka vládní koalice v referendu a pád Renziho kabinetu pak způsobil další roztržky v Nové středopravici; stranu opustil další senátor i poslanec. V následující vládě, vedené Paolem Gentilonim, se lídr NCD Alfano přesunul na ministerstvo zahraničí. Ostatní kabinetní posty Nové středopravice zůstaly beze změny.

### Lidová alternativa
18. března 2017 se Nová středopravice přeměnila na Lidovou alternativu (AP). Následně stranu opustilo pět poslanců a čtyři senátoři, včetně ministra pro regionální záležitosti Enrica Costy, jenž rezignoval na vládní úřad a navrátil se do FI.

### Volby 2018

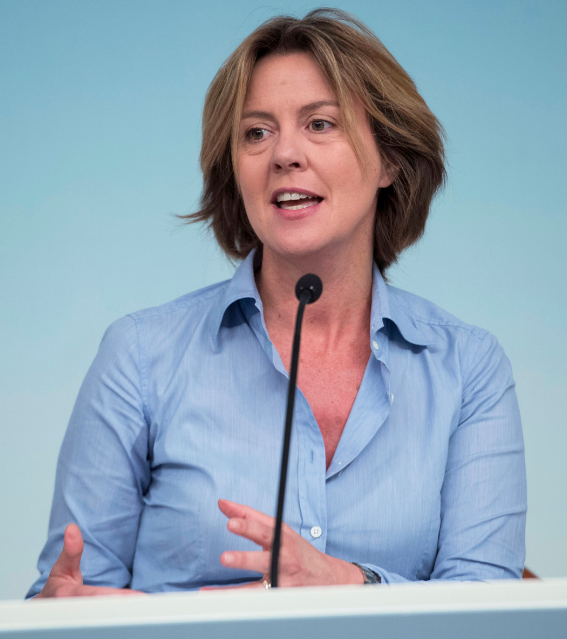
Beatrice Lorenzin roku 2017

Před parlamentními volbami 2018 byla Lidová alternativa rozdělená do tří táborů: ti, co chtěli alianci se Středolevicovou koalicí (Lorenzinová), ti, co chtěli postavit samostatnou kandidátku (Lupi), a ti, co se chtěli navrátit do Středopravicové koalice. Rozhodnutí stranického vedení bylo několikrát odloženo; Alfano mezitím oznámil, že ve volbách nebude kandidovat.
12. prosince 2017 vedení AP schválilo kompromisní dohodu, dle které se strana prakticky rozdělila do dvou skupin. První, vedená Lorenzinovou a podporovaná Alfanem, měla připravit kandidátku v rámci Středolevicové koalice (pod značkou AP). Druhá, vedená Lupim, se měla angažovat v rámci Středopravicové koalice (pod obnoveným názvem Nová středopravice). Lupiho skupina se následně od AP oddělila úplně, když vstoupila do středopravé aliance My s Itálií.
29. prosince pak Lidová alternativa zformovala koalici Lidová občanská kandidátka (CP). Vedoucí stranou byla AP, kromě ní list zahrnoval malé centristické formace včetně Casiniho křesťanských demokratů. Lídrem kandidátky se stala Lorenzinová.
Ve volbách ale CP pohořela, když získala jen 0.5% hlasů, což se odrazilo v zisku pouhých dvou poslanců (oba členové AP, včetně Lorenzinové) a jednoho senátora (Pier Ferdinando Casini).

### Úpadek
V září 2018 Alfano rezignoval na předsednictví a byl nahrazen Paolem Allim.
I přes hlubokou ztrátu vlivu zůstávala Lidová alternativa ostře rozdělena. Zatímco pravicová část prosadila pro eurovolby 2019 kandidaturu se silně sociálně konzervativním Lidem rodiny, další členové byli otevřeni spolupráci se středolevicovou Demokratickou stranou (PD).
V průběhu roku 2019 strana ztratila i skrovné parlamentní zastoupení, když Lorenzinová vstoupila do PD a druhý poslanec AP Gabriele Toccafondi do strany Italia Viva Mattea Renziho.

## Seznam lídrů
- Angelino Alfano (2013-2017)
- Beatrice Lorenzin (2017-2019)
- Paolo Alli (od 2019)

## Volební výsledky

### Poslanecká sněmovna
| Volby | Hlasy   | Hlasy | Mandáty | Mandáty | Pozice | Postavení |
| Volby | Abs.    | %     | Abs.    | ±       | Pozice | Postavení |
| ----- | ------- | ----- | ------- | ------- | ------ | --------- |
| 2018  | 178 107 | 0.5   | 2/630   | ▼       | ▼13.   | Opozice   |

### Senát
| Volby | Hlasy   | Hlasy | Mandáty | Mandáty | Pozice |
| Volby | Abs.    | %     | Abs.    | ±       | Pozice |
| ----- | ------- | ----- | ------- | ------- | ------ |
| 2018  | 157 282 | 0.5   | 0/315   | ▼       | ▼13.   |

### Evropský parlament
| Volby | Hlasy     | Hlasy | Mandáty | Mandáty | Pozice |
| Volby | Abs.      | %     | Abs.    | ±       | Pozice |
| ----- | --------- | ----- | ------- | ------- | ------ |
| 2014  | 1 202 350 | 4.4   | 2/73    | ▲2      | ▲5.    |
| 2019  | 114 531   | 0.4   | 0/76    | ▼2      | ▼12.   |
| 2024  | 91 288    | 0.4   | 0/76    | ▬0      | ▬ 12.  |